# Jugescharellina elongata
Jugescharellina elongata är en mossdjursart som beskrevs av Gordon 1989. Jugescharellina elongata ingår i släktet Jugescharellina och familjen Lekythoporidae. Inga underarter finns listade i Catalogue of Life.